# Hahn (herb szlachecki)

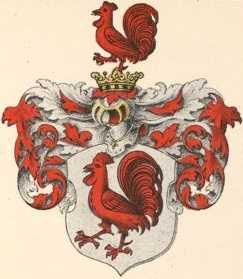
Herb baronów Hahn w Herbarzu Baltisches Wappenbuch.

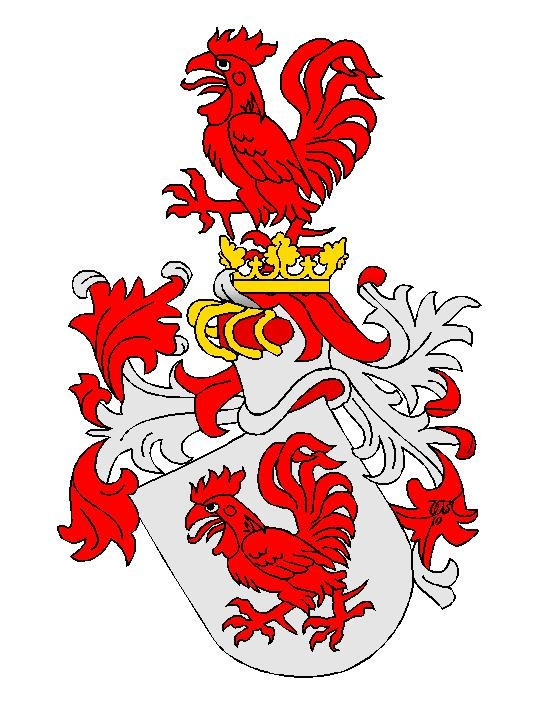
Herb Hahn

Hahn – polski herb szlachecki – pochodzenia inflanckiego i pomorskiego, przybyły na ziemie polskie z terenu Meklemburgii. Przez niektórych heraldyków uważany za pierwowzór polskiego herbu szlacheckiego Kur, przez innych zaś typowany jako osobny herb innego pochodzenia, jedynie wykazujący podobieństwo do tego herbu.

## Opis herbu
Opis zgodnie z klasycznymi regułami blazonowania:
W polu srebrnym, kogut czerwony, ze wzniesioną do góry prawą łapą.
Klejnot: samo godło.
Labry: czerwone, podbite srebrem.
Dewiza Primus sum qui deum Laudat – Jestem pierwszym głoszącym chwałę Boga.

## Symbolika
Jest to herb mówiący: Hahn oznacza koguta w języku niemieckim.

## Pierwsze wzmianki
Herb notowany jest w polskiej heraldyce od roku 1752.
Potwierdzony on został wraz z indygenatem na szlachectwo, dla kapitana wojsk koronnych – Krzysztofa Hahna, kawalera Legii Honorowej, osiadłego na terenie miasta Włocławek.
Herb Hahn, to symbol starej rodziny szlacheckiej z Meklemburgii, noszącej nazwisko Hahn (pierwotnie Hane). Pierwsze dokumenty sygnowane pieczęcią herbową z października 1230 roku, przechowywane są w archiwum państwowym w Meklemburgii.

## Herbowni
Hahn.